# Bleptina menalcasalis
Bleptina menalcasalis là một loài bướm đêm trong họ Noctuidae.